# Liste der Biografien/Nis
Liste der Biografien |
Portal Biografien |
Personensuche
# |
A |
B |
C |
D |
E |
F |
G |
H |
I |
J |
K |
L |
M |
N |
O |
P |
Q |
R |
S |
T |
U |
V |
W |
X |
Y |
Z |
?
 
Na |
Nb |
Nc |
Nd |
Ne |
Nf |
Ng |
Nh |
Ni |
Nj |
Nk |
Nl |
Nm |
Nn |
No |
Nr |
Ns |
Nt |
Nu |
Nv |
Nw |
Nx |
Ny |
Nz
 
Nia |
Nib |
Nic |
Nid |
Nie |
Nif |
Nig |
Nih |
Nii |
Nij |
Nik |
Nil |
Nim |
Nin |
Nio |
Nip |
Niq |
Nir |
Nis |
Nit |
Niu |
Niv |
Niw |
Nix |
Niy |
Niz
Die Liste der Biografien führt alle Personen auf, die in der deutschsprachigen Wikipedia einen Artikel haben. Dieses ist eine Teilliste mit 410 Einträgen von Personen, deren Namen mit den Buchstaben „Nis“ beginnt.

## Nis

### Nisa
- Nisa, !Kungfrau und autobiographische Erzählerin
- Nisaisom, Rangsiya (* 1994), thailändische Taekwondoin
- Nisaka, Yoshinobu (* 1950), japanischer Politiker
- Nisamowa, Lilija (* 1989), kasachische Hürdenläuferin
- Nisan, Noam (* 1961), israelischer Informatiker
- Nişancı Ahmed Pascha († 1753), Großwesir des Osmanischen Reiches und Provinzgouverneur
- Nisandzic, Dominik (* 2006), österreichischer Fußballspieler
- Nişanyan, Sevan (* 1956), türkisch-armenischer Autor, Linguist und HotelierSevan Nişanyan (* 1956)

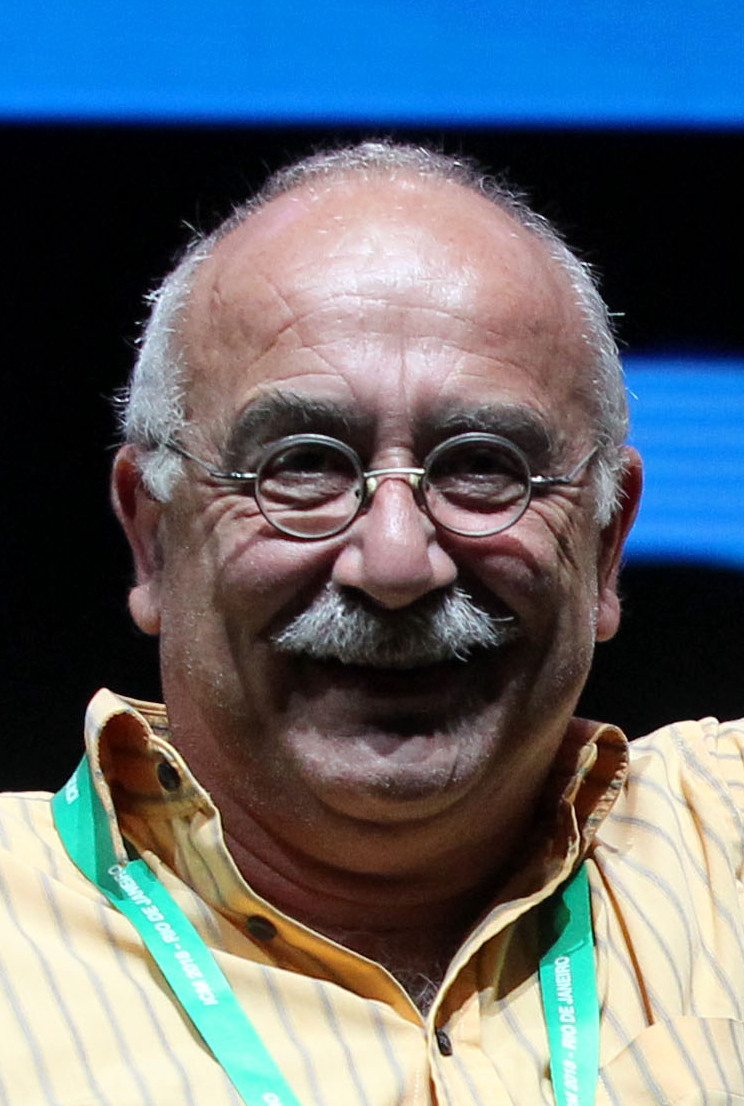
Sevan Nişanyan (* 1956)

- Nisar, Mian Saqib (* 1954), pakistanischer Richter
- Nisard, Charles (1808–1890), französischer Literaturhistoriker
- Nisard, Désiré (1806–1888), französischer Literaturhistoriker
- Nisard, Théodore (1812–1888), französischer Geistlicher, Organist und Musikwissenschaftler
- Nišavić, Darko (1952–2005), jugoslawischer Ringer
- Nisavic, Goran (* 1973), serbischer American-Football-Funktionär

### Nisb
- Nisbet, Eugenius Aristides (1803–1871), US-amerikanischer Politiker
- Nisbet, Harold (1873–1937), englischer Tennisspieler
- Nisbet, Hugh Barr (1940–2021), britischer Germanist
- Nisbet, Jim (1947–2022), US-amerikanischer Schriftsteller
- Nisbet, Kevin (* 1997), schottischer Fußballspieler
- Nisbet, Robert (* 1941), walisischer Schriftsteller
- Nisbet, Robert Alexander (1913–1996), US-amerikanischer Soziologe
- Nisbet, Robin G. M. (1925–2013), britischer Klassischer Philologe
- Nisbett, Patrice (* 1971), Politiker in St. Kitts und Nevis
- Nisbett, Richard (* 1941), US-amerikanischer Psychologe
- Nisbett, Troy (* 2009), Schwimmer aus St. Kitts und Nevis
- Nisblé, Hans (1945–2022), deutscher Landes- und Kommunalpolitiker (SPD)
- Nisblé, Heide (1940–2021), deutsche Sozialversicherungsangestellte und Politikerin (SPD), MdA

### Nisc
- Nisch, Ulrika (1882–1913), katholische Nonne und SeligeUlrika Nisch (1882–1913)

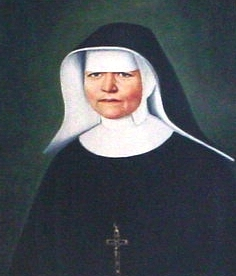
Ulrika Nisch (1882–1913)

- Nischalke, Jermain (* 2003), deutsch-angolanischer Fußballspieler
- Nischalke, Martin (1882–1962), deutscher Politiker (SPD), MdL
- Nischan, Bodo (1939–2001), deutsch-amerikanischer Historiker
- Nischaradse, Sopo (* 1985), georgische Sängerin
- Nischbach, Josef (1889–1970), Theologieprofessor, Domherr und Päpstlicher Hausprälat
- Nischegorodow, Denis Gennadjewitsch (* 1980), russischer Geher
- Nischegorodow, Gennadi Alexandrowitsch (* 1977), russischer Fußballspieler und Trainer
- Nischegorodow, Konstantin Gennadjewitsch (* 2002), russischer Fußballspieler
- Nischelwitzer, Oswald (1811–1894), österreichischer Politiker
- Nischik, Reingard M. (* 1952), deutsche Literaturwissenschaftlerin und Hochschullehrerin
- Nischkauer, Norbert (1941–2011), österreichischer Energie-Experte, Gewerkschafter und Operettenforscher
- Nischke, Michael (* 1956), deutscher Fotograf
- Nischtschjonkin, Artur Petrowitsch (1931–2001), sowjetischer bzw. russischer Schauspieler
- Nischwitz, Andreas (* 1957), deutscher Eiskunstläufer
- Nischwitz, Margarete (1891–1979), deutsche Politikerin (KPD), MdL Sachsen
- Nischwitz, Theo (1913–1994), deutscher Spezialeffektkünstler, Kameramann und Pyrotechniker
- Nischwitz, Walter (1889–1969), deutscher Politiker (FDP/DVP), MdL

### Nise
- Nisen, Jean-Mathieu (1819–1885), belgischer Porträt-, Historien- und Genremaler sowie Hochschullehrer
- Nisenthal Krinitz, Esther (1927–2001), polnisch-amerikanische bildende Künstlerin

### Nish
- Nish, Colin (* 1981), schottischer Fußballspieler
- Nish, David (* 1947), walisischer Fußballspieler und -trainer
- Nisha Ayub (* 1979), malaysische Transgenderaktivistin
- Nishani, Bujar (1966–2022), albanischer PolitikerBujar Nishani (1966–2022)

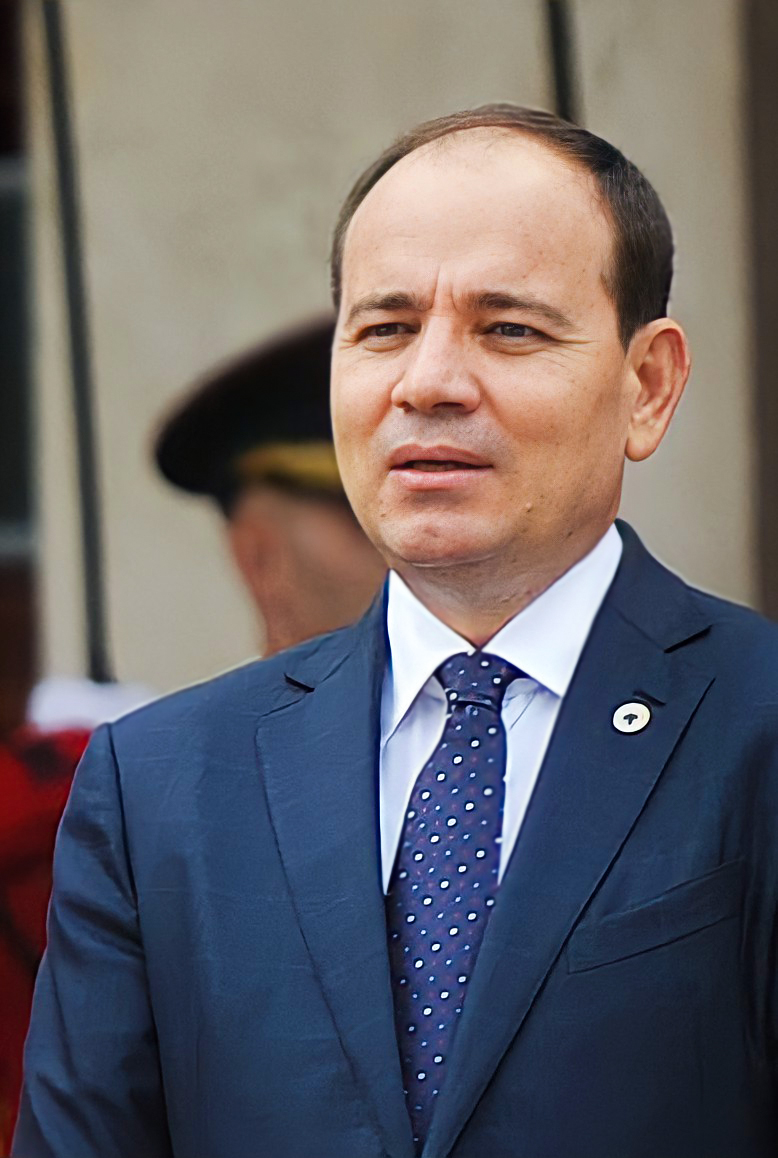
Bujar Nishani (1966–2022)

- Nishani, Omer (1887–1954), albanischer Politiker
- Nishanta Silva, Echchampulle Arachchige Jude (* 1970), sri-lankischer römisch-katholischer Geistlicher und Bischof von Badulla
- Nishen, Dirk (* 1952), deutscher Architekt und Verleger
- Nishi, Daigo (* 1987), japanischer Fußballspieler
- Nishi, Hajime (* 1949), japanischer Freizeitsportler
- Nishi, Hironori (* 1987), japanischer Fußballspieler
- Nishi, Kanako (* 1977), japanische Schriftstellerin
- Nishi, Kazuhiko (* 1956), japanischer Geschäftsmann
- Nishi, Keiko (* 1966), japanische Mangaka
- Nishi, Kōsuke (* 1998), japanischer Fußballspieler
- Nishi, Masaharu (* 1977), japanischer Fußballspieler
- Nishi, Naoki, japanischer Jazzmusiker
- Nishi, Norihiro (* 1980), japanischer Fußballspieler
- Nishi, Takanobu (* 1951), japanischer Bogenschütze
- Nishi, Takeichi (1902–1945), japanischer Oberst und Springreiter
- Nishi, Teiichi (1907–2001), japanischer Sprinter
- Nishi, Tokujirō (1847–1912), japanischer Politiker und Diplomat
- Nishi, Yōsuke (* 1983), japanischer Fußballspieler
- Nishibe, Yōhei (* 1980), japanischer Fußballspieler
- Nishibori, Eizaburō (1903–1989), japanischer Chemiker, Bergsteiger und Wissenschaftsorganisator
- Nishida, Gō (* 1986), japanischer Fußballspieler
- Nishida, Gorō (1943–2014), japanischer Mathematiker
- Nishida, Kazuto (* 1998), japanischer Fußballspieler
- Nishida, Kitarō (1870–1945), japanischer PhilosophKitarō Nishida (1870–1945)

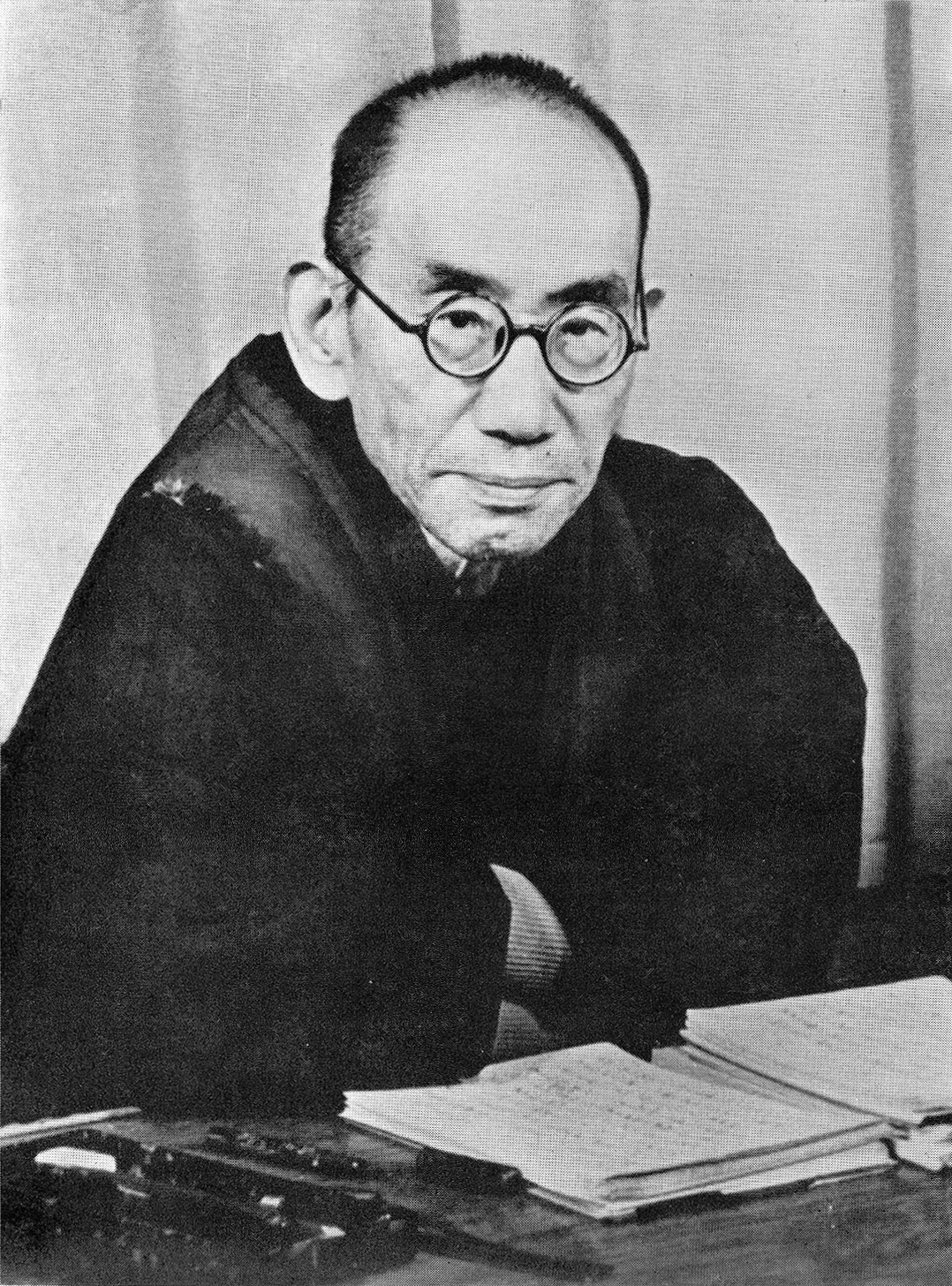
Kitarō Nishida (1870–1945)

- Nishida, Mamoru (1928–2014), japanischer Politiker
- Nishida, Masujirō, japanischer Fußballspieler und -trainer
- Nishida, Megumu (* 1998), japanischer Fußballspieler
- Nishida, Mitsugi (1901–1937), japanischer Militär
- Nishida, Naomi (* 1972), japanische Schauspielerin
- Nishida, Shūhei (1910–1997), japanischer Leichtathlet
- Nishida, Takahiro (* 1957), japanischer Judoka
- Nishida, Toyoaki (* 1954), japanischer Ingenieur und Hochschullehrer
- Nishida, Yoshihiro (* 1973), japanischer Fußballspieler
- Nishida, Yuka (* 1985), japanische Judoka
- Nishido, Hisatoshi (* 2001), japanischer Fußballspieler
- Nishigai, Naoko (* 1969), japanische Fußballtorhüterin
- Nishigaya, Takayuki (* 1973), japanischer Fußballspieler
- Nishiguchi, Reo (* 1997), japanischer Fußballspieler
- Nishiguchi, Ryō (* 1990), japanischer Fußballspieler
- Nishihara, Hiroshi (* 1955), japanischer Chemiker und Hochschullehrer
- Nishihara, Motoki (* 2006), japanischer Fußballspieler
- Nishihara, Takashi (* 1986), japanischer Fußballspieler
- Nishihara, Takumu (* 1992), japanischer Fußballspieler
- Nishihira, Kosei (1942–2007), japanischer Karateka
- Nishii, Sayumi, japanische Tänzerin
- Nishijima, Gudō Wafu (1919–2014), japanischer Zen-Meister
- Nishijima, Hidetoshi (* 1971), japanischer Schauspieler
- Nishijima, Hiroyuki (* 1982), japanischer Fußballspieler
- Nishijima, Katsuhiko (* 1960), japanischer Anime-Regisseur und Drehbuchautor
- Nishijima, Kazuhiko (1926–2009), japanischer Physiker
- Nishijima, Yūya (* 1995), japanischer Fußballspieler
- Nishikado, Tomohiro (* 1944), japanischer Videospielentwickler
- Nishikata, Chiharu (* 1959), japanischer Skispringer und Skisprungtrainer
- Nishikata, Jin’ya (* 1968), japanischer Skispringer
- Nishikawa, Emily (* 1989), kanadische Skilangläuferin
- Nishikawa, Graham (* 1983), kanadischer Skilangläufer
- Nishikawa, Issei (* 1945), japanischer Politiker
- Nishikawa, Joken (1648–1724), japanischer Geschäftsmann, Astronom und Gesellschaftskritiker
- Nishikawa, Jun (* 2002), japanischer Fußballspieler
- Nishikawa, Junji (* 1907), japanischer Fußballspieler
- Nishikawa, Kanako, japanische Schauspielerin
- Nishikawa, Katsuhito (* 1949), japanisch-deutscher bildender Künstler
- Nishikawa, Kōichirō (1949–2018), japanischer Elementarteilchenphysiker
- Nishikawa, Konosuke (* 2002), japanischer Fußballspieler
- Nishikawa, Kōya (* 1942), japanischer Politiker
- Nishikawa, Kyōji (* 1934), japanischer Physiker
- Nishikawa, Mitsujirō (1876–1940), japanischer Sozialist
- Nishikawa, Shin’ya (* 1974), japanischer Fußballspieler
- Nishikawa, Shodai (* 1993), japanischer Fußballspieler
- Nishikawa, Shōgo (* 1983), japanischer Fußballspieler
- Nishikawa, Shōji (1884–1952), japanischer Physiker und Japans erster bedeutender Kristallograph
- Nishikawa, Shūgo (* 1977), japanischer Fußballspieler
- Nishikawa, Shūsaku (* 1986), japanischer Fußballtorhüter
- Nishikawa, Sukenobu (1671–1750), japanischer Ukiyoe-Künstler
- Nishikawa, Takaaki, japanischer Jazzmusiker
- Nishikawa, Takanori (* 1970), japanischer Popsänger
- Nishikawa, Tetsuji (1926–2010), japanischer Physiker und einer der Gründungsväter des japanischen Forschungszentrum für Hochenergiephysik KEK sowie dessen Generaldirektor (1977–1989)
- Nishikawa, Yasushi (1902–1989), japanischer Kalligraph
- Nishikawa, Yoshihide (* 1978), japanischer Fußballspieler
- Nishikawa, Yūdai (* 1986), japanischer Fußballspieler
- Nishikori, Kei (* 1989), japanischer TennisspielerKei Nishikori (* 1989)

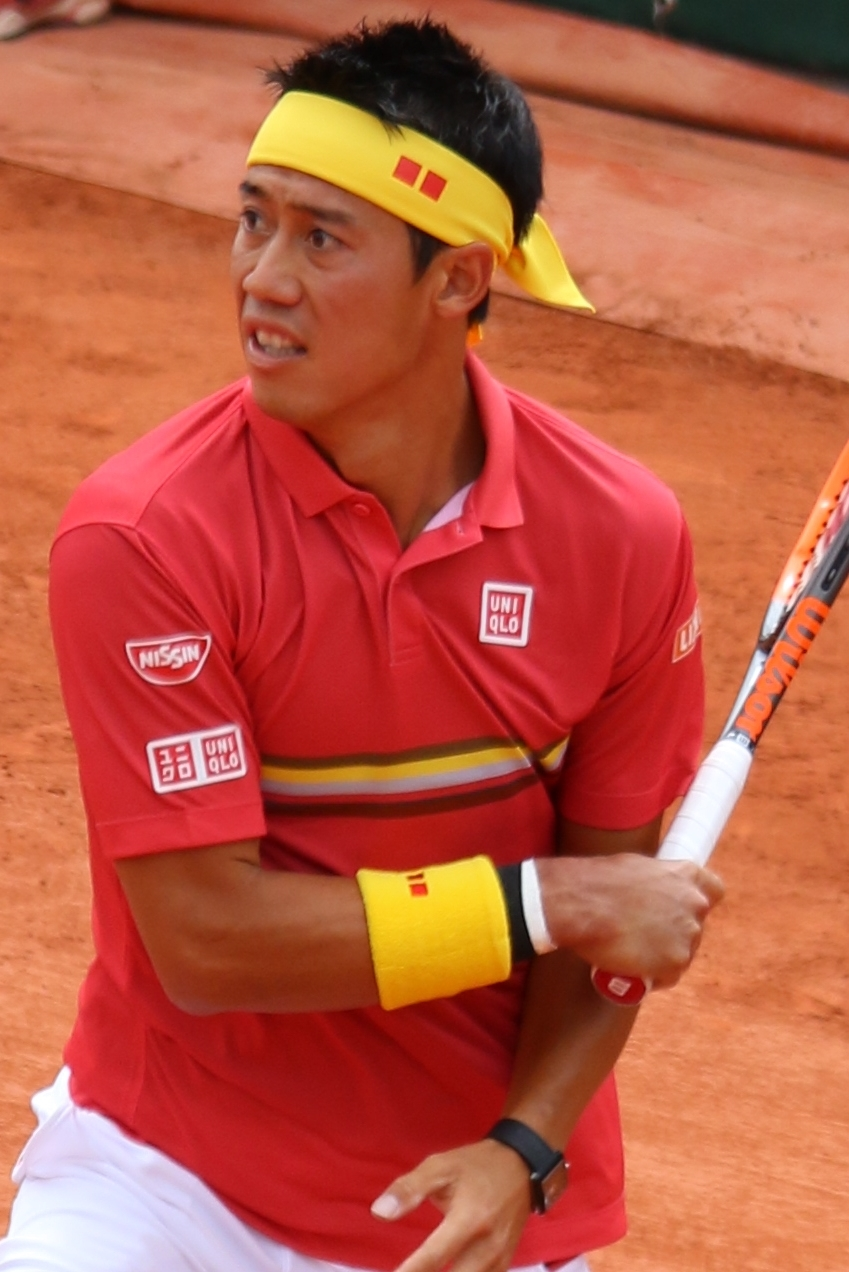
Kei Nishikori (* 1989)

- Nishikubo, Shunsuke (* 2003), japanischer Fußballspieler
- Nishimaki, Mio (* 1987), japanische Ringerin
- Nishimine, Masakazu (* 1954), japanischer Schlagwerker
- Nishimori, Masaaki (* 1985), japanischer Fußballspieler
- Nishimori, Ryōhei (* 1976), japanischer Skispringer
- Nishimoto, Hiroyuki (1927–2015), japanischer Schauspieler und Synchronsprecher
- Nishimoto, Kenta (* 1994), japanischer Badmintonspieler
- Nishimoto, Masataka (* 1996), japanischer Fußballspieler
- Nishimoto, Rimi (* 1994), japanische Seiyū und Schauspielerin
- Nishimoto, Takeshi (* 1970), japanischer Musiker
- Nishimoto, Tatsuhiro (* 1980), japanischer Fußballspieler
- Nishimoto, Tetsuo (* 1950), japanischer Volleyballspieler
- Nishimoto, Tomomi (* 1970), japanische Dirigentin
- Nishimura, Akihiro (* 1958), japanischer Fußballspieler und -trainer
- Nishimura, Akira (1953–2023), japanischer Komponist
- Nishimura, Dánica (* 1996), peruanische Badmintonspielerin
- Nishimura, Eiichi (1897–1987), japanischer Politiker
- Nishimura, Eiichi (1904–1971), japanischer Politiker
- Nishimura, Emi, japanische Biologin und Professorin für Alterung und Regeneration an der Universität von Tokio
- Nishimura, Goun (1877–1938), japanischer Maler
- Nishimura, Hideki (* 1983), japanischer Fußballspieler
- Nishimura, Hiroyuki (* 1976), japanischer InternetunternehmerHiroyuki Nishimura (* 1976)

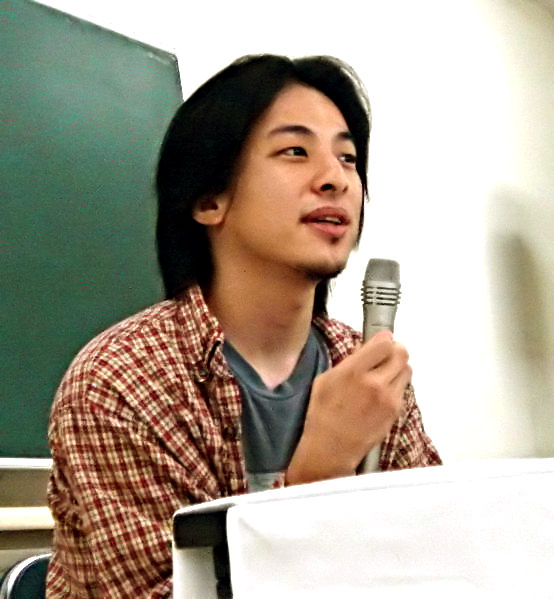
Hiroyuki Nishimura (* 1976)

- Nishimura, Isaku (1884–1963), japanischer Maler
- Nishimura, Kanami (* 1996), japanische Tennisspielerin
- Nishimura, Kayo (* 2006), japanische Tennisspielerin
- Nishimura, Keisuke (* 1998), japanischer Fußballspieler
- Nishimura, Kenta (1967–2022), japanischer Schriftsteller
- Nishimura, Kōji (* 1984), japanischer Fußballspieler
- Nishimura, Masao (1933–2006), japanischer Bank-Manager
- Nishimura, Miki (* 1982), japanische Mittelstreckenläuferin
- Nishimura, Motoki (* 1947), japanischer Judoka
- Nishimura, Ryōma (* 1993), japanischer Fußballspieler
- Nishimura, Seiji (* 1956), japanischer Karate-Meister
- Nishimura, Shigeki (1828–1902), japanischer Erzieher
- Nishimura, Shigenaga (1697–1756), japanischer Ukiyo-e-Künstler, Holzschnittmeister und Zeichner
- Nishimura, Shō (* 2001), japanischer Fußballspieler
- Nishimura, Shōichi (1911–1998), japanischer Fußballspieler
- Nishimura, Subaru (* 2003), japanischer Fußballspieler
- Nishimura, Takuma (* 1996), japanischer Fußballspieler
- Nishimura, Takurō (* 1977), japanischer Fußballspieler
- Nishimura, Tomie, japanische Tischtennisspielerin
- Nishimura, Yasufumi (* 1999), japanischer Fußballspieler
- Nishimura, Yasutoshi (* 1962), japanischer Politiker
- Nishimura, Yōhei (* 1993), japanischer Fußballspieler
- Nishimura, Yoshiaki (* 1977), japanischer Filmproduzent
- Nishimura, Yūichi (* 1972), japanischer Fußballschiedsrichter
- Nishimuro, Ryūki (* 1993), japanischer Fußballspieler
- Nishimwe, Beatha (* 1998), ruandische Mittelstreckenläuferin
- Nishina, Kae (* 1972), japanische Fußballspielerin
- Nishina, Yoshio (1890–1951), japanischer PhysikerYoshio Nishina (1890–1951)

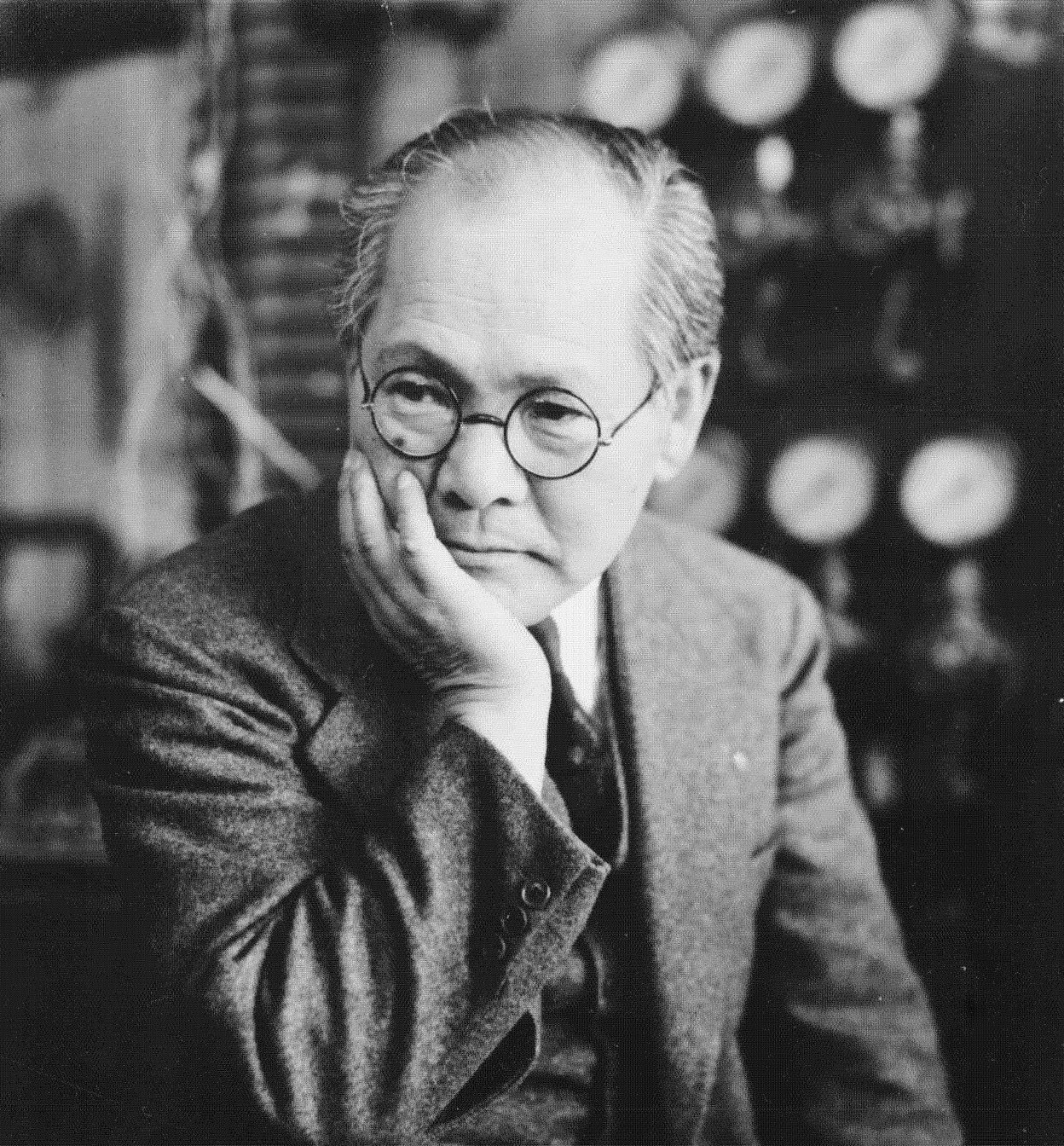
Yoshio Nishina (1890–1951)

- Nishino, Akira (* 1955), japanischer Fußballspieler und -trainer
- Nishino, Kana (* 1989), japanische Pop-Sängerin
- Nishino, Kōhei (* 1982), japanischer Fußballspieler
- Nishino, Makoto (* 1984), japanischer Fußballspieler
- Nishino, Shōta (* 2004), japanischer Fußballspieler
- Nishino, Taiyō (* 2002), japanischer Fußballspieler
- Nishino, Takaharu (* 1993), japanischer Fußballspieler
- Nishino, Tsutomu (* 1971), japanischer Fußballspieler
- Nishino, Yasumasa (* 1982), japanischer Fußballspieler
- Nishinoue, Hayato (* 1996), japanischer Fußballspieler
- Nishinoumi III., Kajirō (1890–1933), japanischer Sumōkämpfer
- Nishio, Daisuke (* 1959), japanischer Filmregisseur und Filmproduzent
- Nishio, Kanji (1935–2024), japanischer Germanist
- Nishio, Mariko, japanische Badmintonspielerin
- Nishio, Ryūya (* 2001), japanischer Fußballspieler
- Nishio, Shōji (1927–2005), japanischer Aikido-Lehrer
- Nishio, Suehiro (1891–1981), japanischer Gewerkschafter
- Nishio, Toshizō (1881–1960), General der kaiserlich japanischen Armee
- Nishioka, Daiki (* 1988), japanischer Fußballspieler
- Nishioka, Kenta (* 1987), japanischer Fußballspieler
- Nishioka, Taishi (* 1994), japanischer Fußballspieler
- Nishioka, Takeo (1936–2011), japanischer Politiker
- Nishioka, Toshiaki (* 1976), japanischer Boxer im Superbantamgewicht
- Nishioka, Yoshihito (* 1995), japanischer TennisspielerYoshihito Nishioka (* 1995)

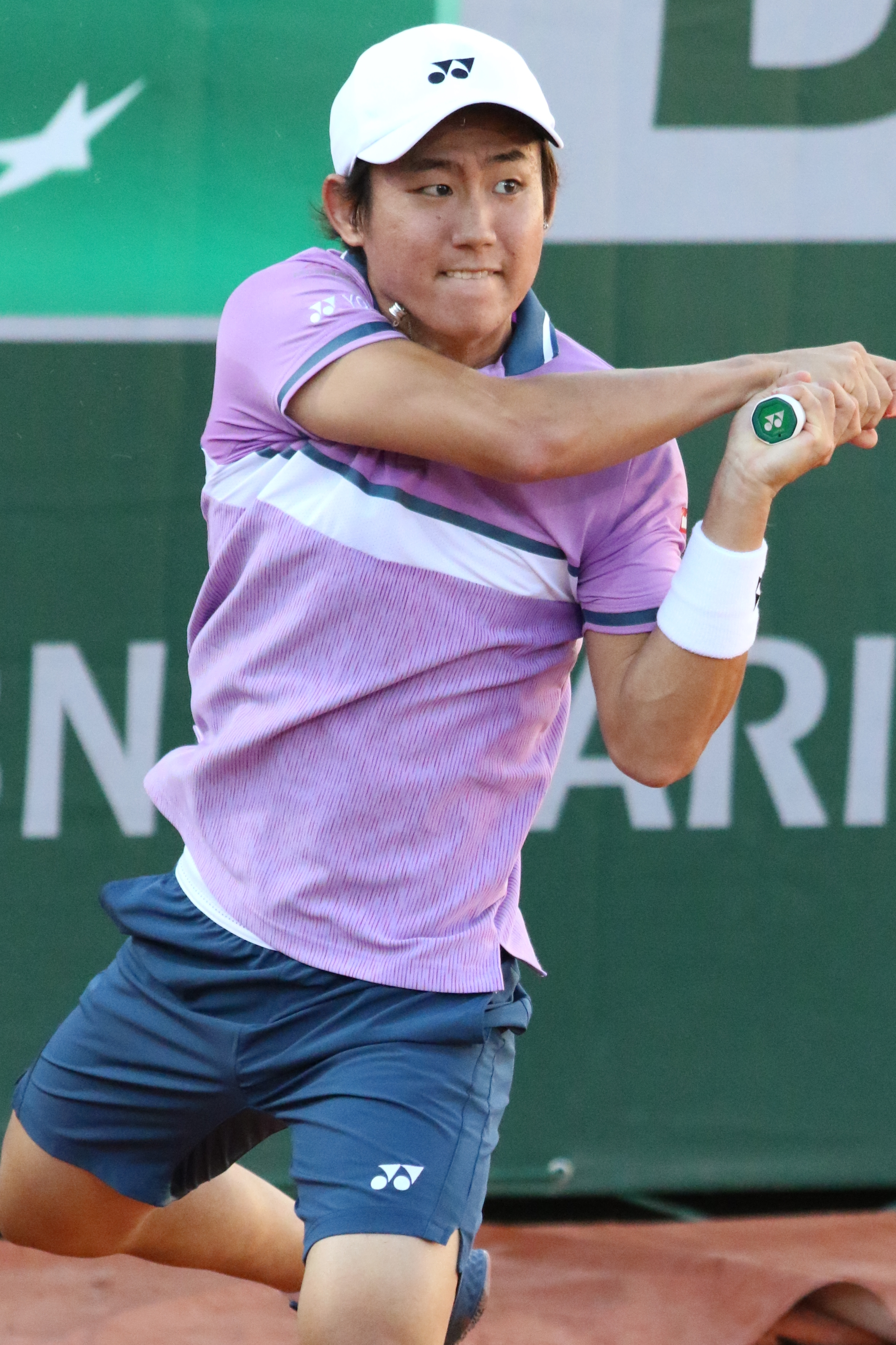
Yoshihito Nishioka (* 1995)

- Nishishita, Kazuki (* 1981), japanischer Skispringer
- Nishitani Ryō (* 2004), japanischer Fußballspieler
- Nishitani, Keiji (1900–1990), japanischer Philosoph
- Nishitani, Masaya (* 1978), japanischer Fußballspieler
- Nishitani, Taiji (* 1981), japanischer Radrennfahrer
- Nishitani, Takafumi (* 1979), japanischer Shorttracker
- Nishiwaki, Junzaburō (1894–1982), japanischer Schriftsteller
- Nishiwaki, Masahito (* 1984), japanischer Eishockeyspieler
- Nishiwaki, Ryōhei (* 1979), japanischer Fußballspieler
- Nishiwaki, Tetsuya (* 1977), japanischer Fußballspieler
- Nishiya, Futoshi (1982–2019), japanischer Charakterdesigner, Animateur und Anime-Regisseur
- Nishiya, Kazuki (* 1993), japanischer Fußballspieler
- Nishiya, Kento (* 1999), japanischer Fußballspieler
- Nishiya, Momiji (* 2007), japanische Skateboarderin
- Nishiya, Shimpei (* 2001), japanischer Fußballspieler
- Nishiya, Yūki (* 1993), japanischer Fußballspieler
- Nishiyama, Daiki (* 1990), japanischer Judoka
- Nishiyama, Hideo (1911–1989), japanischer Maler
- Nishiyama, Hidetaka (1928–2008), japanischer Karate-Lehrer
- Nishiyama, Hiroshi, japanischer Badmintonspieler
- Nishiyama, Katsuya, japanischer Badmintonspieler
- Nishiyama, Kenji, japanischer Jazzmusiker
- Nishiyama, Marie (* 1969), japanische Pianistin, Cembalistin und Harfenistin
- Nishiyama, Masashi (* 1985), japanischer Judoka
- Nishiyama, Shunta (* 1989), japanischer Fußballspieler
- Nishiyama, Sōin (1605–1682), japanischer Renga- und Haiku-Dichter
- Nishiyama, Suishō (1879–1958), japanischer Maler
- Nishiyama, Taiga (* 1999), japanischer Fußballspieler
- Nishiyama, Takahisa (* 1985), japanischer Fußballspieler
- Nishiyama, Takao (* 1942), japanischer Fußballspieler
- Nishiyama, Teppei (* 1975), japanischer Fußballspieler
- Nishiyama, Yūsuke (* 1994), japanischer Fußballspieler
- Nishiyo, Muneyoshi, japanischer Jazzmusiker
- Nishizaki, Kiku (1912–1979), japanische Pilotin und Luftfahrtpionierin
- Nishizaki, Takako (* 1944), japanische Violinistin
- Nishizawa, Akinori (* 1976), japanischer Fußballspieler
- Nishizawa, Hiroyoshi (1920–1944), japanischer Jagdflieger
- Nishizawa, Ippū (1665–1731), japanischer Schriftsteller und Herausgeber in der mittleren Edo-Zeit
- Nishizawa, Jun’ichi (1926–2018), japanischer Ingenieur
- Nishizawa, Junji (* 1974), japanischer Fußballspieler
- Nishizawa, Kenta (* 1996), japanischer Fußballspieler
- Nishizawa, Luis (1918–2014), mexikanischer Künstler
- Nishizawa, Ryūe (* 1966), japanischer Architekt
- Nishizawa, Tekiho (1889–1965), japanischer Maler
- Nishizawa, Yoshiya (* 1987), japanischer Fußballspieler
- Nishizono, Ryōta (* 1987), japanischer Straßenradrennfahrer
- Nishizuka, Yasutomi (1932–2004), japanischer Biochemiker
- Nishliu, Rona (* 1986), kosovarische Pop-Sängerin
- Nishonov, Rafiq (1926–2023), sowjetischer bzw. usbekischer Politiker und Diplomat

### Nisi
- Nisi, Wilhelm (1903–1977), deutscher Kunstmaler
- Nisima, Maureen (* 1981), französische Degenfechterin
- Nísio, Arthur (1906–1974), brasilianischer Maler
- Nisio, Girolamo (* 1922), italienischer Diplomat
- Nisio, Isin (* 1981), japanischer Light-Novel-Autor
- Nisipeanu, Liviu-Dieter (* 1976), rumänischer Schachspieler

### Nisk
- Niska (* 1994), französischer RapperNiska (* 1994)

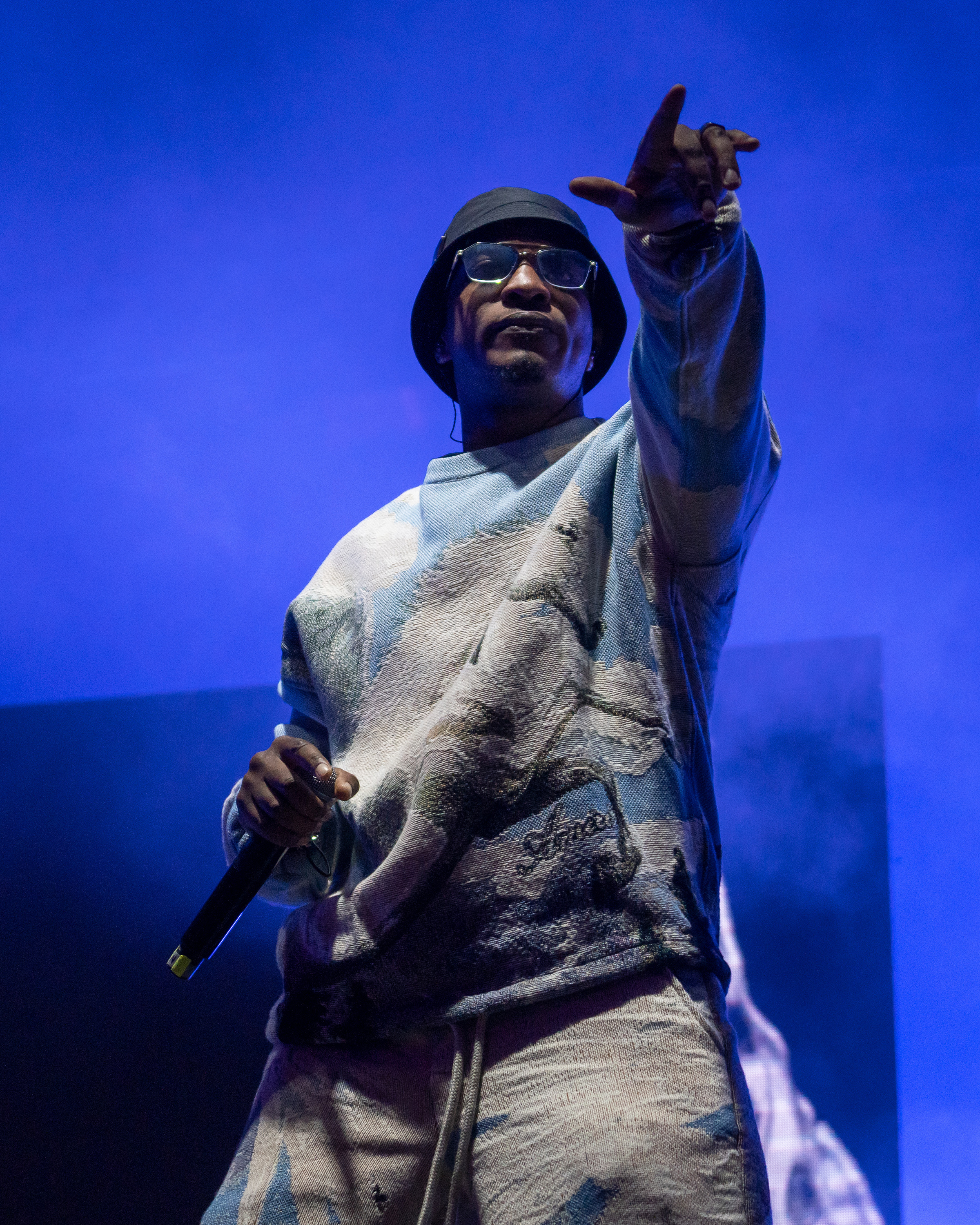
Niska (* 1994)

- Niska, Bodil (* 1954), norwegische Jazzmusikerin (Saxophon)
- Niskala, Janne (* 1981), finnischer Eishockeyspieler
- Niskanen, Iivo (* 1992), finnischer Skilangläufer
- Niskanen, Ilmari (* 1997), finnischer Fußballspieler
- Niskanen, Jyrki (* 1956), finnischer Opernsänger (Tenor)
- Niskanen, Kerttu (* 1988), finnische Skilangläuferin
- Niskanen, Matt (* 1986), US-amerikanischer Eishockeyspieler
- Niskanen, William A. (1933–2011), US-amerikanischer Ökonom, Professor für Wirtschaft und Vorsitzender des Cato Instituts
- Niskier, Arnaldo (* 1935), brasilianischer Journalist, Politiker, Hochschullehrer und Schriftsteller
- Niskin, Borghild (1924–2013), norwegische Skirennläuferin
- Niskios, Sia (* 1974), griechische Schauspielerin

### Nisl
- Nisle, Christian David (* 1772), deutscher Hornist
- Nisle, Johann Martin Friedrich (1780–1873), deutscher Musiker, Hornist und Komponist
- Nisle, Johann Wilhelm Friedrich (1768–1839), deutscher Hornist und Violoncellist
- Nisle, Johannes (1735–1788), deutscher Hornist
- Nisle, Julius (1812–1850), deutscher Illustrator

### Nism
- Nisman, Alberto (1963–2015), argentinischer Jurist und Staatsanwalt

### Niso
- Nisofron Padorlee (* 2006), thailändischer Fußballspieler
- Nišović, Mirko (* 1961), jugoslawischer Kanute

### Nisp
- Nispel, Marcus (* 1963), deutscher Regisseur
- Nispel, Otto, deutscher Boxer, Boxtrainer und Kampfrichter
- Nispen, Friedrich van (1940–2014), deutscher Jurist und Politiker (FDP), MdBB

### Niss
- Niss, Therese (* 1977), österreichische Unternehmerin und Politikerin (ÖVP)
- Niss, Thorvald (1842–1905), dänischer Porzellan-, Landschafts- und Marinemaler sowie Grafiker
- Niss-Goldman, Nina (1892–1990), sowjetische Bildhauerin und Malerin
- Nissanka Malla († 1196), sri-lankischer Herrscher
- Nissanka, Pathum (* 1998), sri-lankischer Cricketspieler
- Nissanke, Samaya (* 1978), britische Astrophysikerin
- Nissanow, God Semjonowitsch (* 1972), russischer UnternehmerGod Semjonowitsch Nissanow (* 1972)

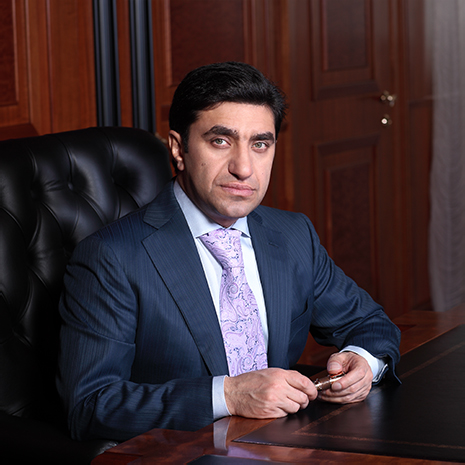
God Semjonowitsch Nissanow (* 1972)

- Nissany, Chanoch (* 1963), israelischer Rennfahrer
- Nissany, Roy (* 1994), französisch-israelischer Automobilrennfahrer
- Nisse, deutscher Sänger und Songschreiber
- Nisse, Paul (1869–1949), deutscher Bildhauer
- Nissel, Franz (1831–1893), österreichischer Theaterautor
- Nissel, Reinhard (* 1944), deutscher Jurist, ehemaliger deutscher Politiker der LDDP und Staatssekretär im Ministerium der Justiz in der Regierung de Maizière
- Nissen, Anja (* 1995), dänisch-australische Popsängerin
- Nissen, Anne (* 1966), deutsche Künstlerin
- Nissen, Annemarie (* 1994), dänische Leichtathletin
- Nissen, Anton (1866–1934), deutscher Landschaftsmaler
- Nissen, Arndt Georg (1907–1979), deutscher Hochseesegler, Maler und Grafiker
- Nissen, Asger (* 1996), dänischer Jazzmusiker (Saxophon, Komposition)
- Nissen, August (1874–1955), deutscher Architekt
- Nissen, Benedikt Momme (1870–1943), deutscher Maler und Schriftsteller
- Nissen, Christian (1893–1955), deutscher Seemann und Sportsegler, tätig im Zweiten Weltkrieg
- Nissen, Claus (1901–1975), deutscher Bibliothekar
- Nissen, Claus (1938–2008), dänischer Schauspieler
- Nissen, Erika (1845–1903), norwegische Pianistin und Musikpädagogin
- Nissen, Fernanda (1862–1920), norwegische Journalistin, Literatur- und Theaterkritikerin sowie Politikerin und Frauenrechtlerin
- Nissen, Geertje (* 1943), deutsche Sopranistin
- Nissen, Georg Nikolaus (1761–1826), dänischer Diplomat und Mozart-BiografGeorg Nikolaus Nissen (1761–1826)

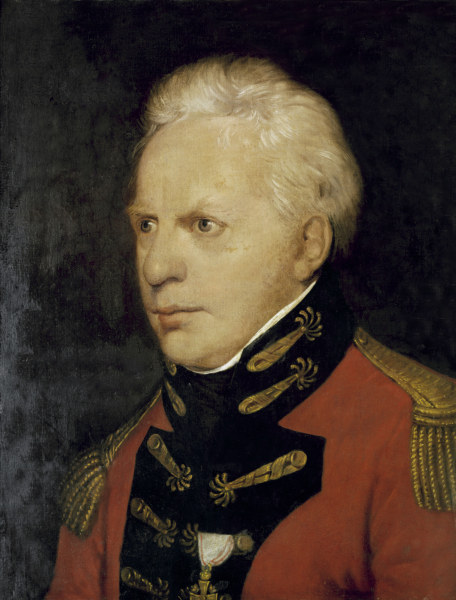
Georg Nikolaus Nissen (1761–1826)

- Nissen, George (1914–2010), US-amerikanischer Turner
- Nissen, Gerda (1929–1999), deutsche Rosenzüchterin, Journalistin und Fachbuchautorin
- Nissen, Gerhardt (1923–2014), deutscher Kinder- und Jugendpsychiater
- Nissen, Godber (1906–1997), deutscher Architekt und Hochschullehrer
- Nissen, Gregers (1867–1942), deutscher Fahrradpionier und Radsportfunktionär
- Nissen, Greta (1906–1988), norwegischstämmige amerikanische Film- und Theaterschauspielerin
- Nissen, Hanne (* 1970), dänische Fußballspielerin
- Nissen, Hanns-Heinz (1905–1969), deutscher Opern- und Konzertsänger (Bariton)
- Nissen, Hans Friedrich (1767–1848), deutscher lutherischer Geistlicher und Propst in Segeberg
- Nissen, Hans Hermann (1893–1980), deutscher Opernsänger (Bariton)
- Nissen, Hans J. (* 1935), deutscher Vorderasiatischer Archäologe und Hochschullehrer
- Nissen, Hartvig (1815–1874), norwegischer Lehrer und Schulreformer
- Nissen, Hartvig (1855–1924), norwegischer Sportpädagoge
- Nissen, Heinrich (1839–1912), deutscher Althistoriker, Epigraphiker und Provinzialrömischer Archäologie
- Nissen, Helene (* 1996), deutsche Singer-Songwriterin
- Nissen, Hermann (1853–1914), deutscher Jurist, Schauspieler und Bühnenfunktionär
- Nissen, Hildegard (1921–2015), dänische Sprinterin
- Nissen, Hinrich (1862–1943), deutscher Kapitän und Kap Hoornier
- Nissen, Karl-Heinz (1918–2000), deutscher Jurist, Richter und Vizepräsident des Bundesfinanzhofs
- Nissen, Karsten (* 1946), dänischer lutherischer Bischof
- Nissen, Kris (* 1960), dänischer Automobilrennfahrer und MotorsportdirektorKris Nissen (* 1960)

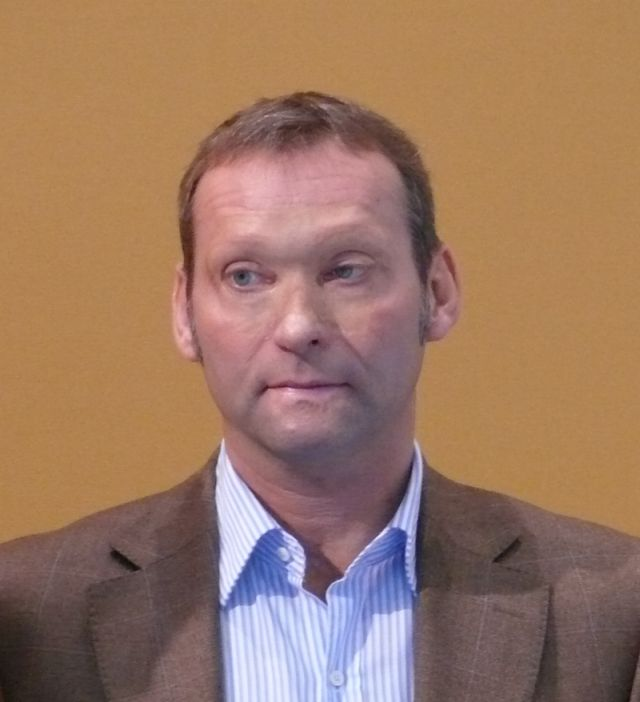
Kris Nissen (* 1960)

- Nissen, Kyle (* 1979), kanadischer Freestyle-Skisportler
- Nissen, Ludwig (1855–1924), New Yorker Diamantenhändler und Mäzen
- Nissen, Mads (* 1979), dänischer Fotograf
- Nissen, Marek (* 2001), deutscher HandballspielerMarek Nissen (* 2001)

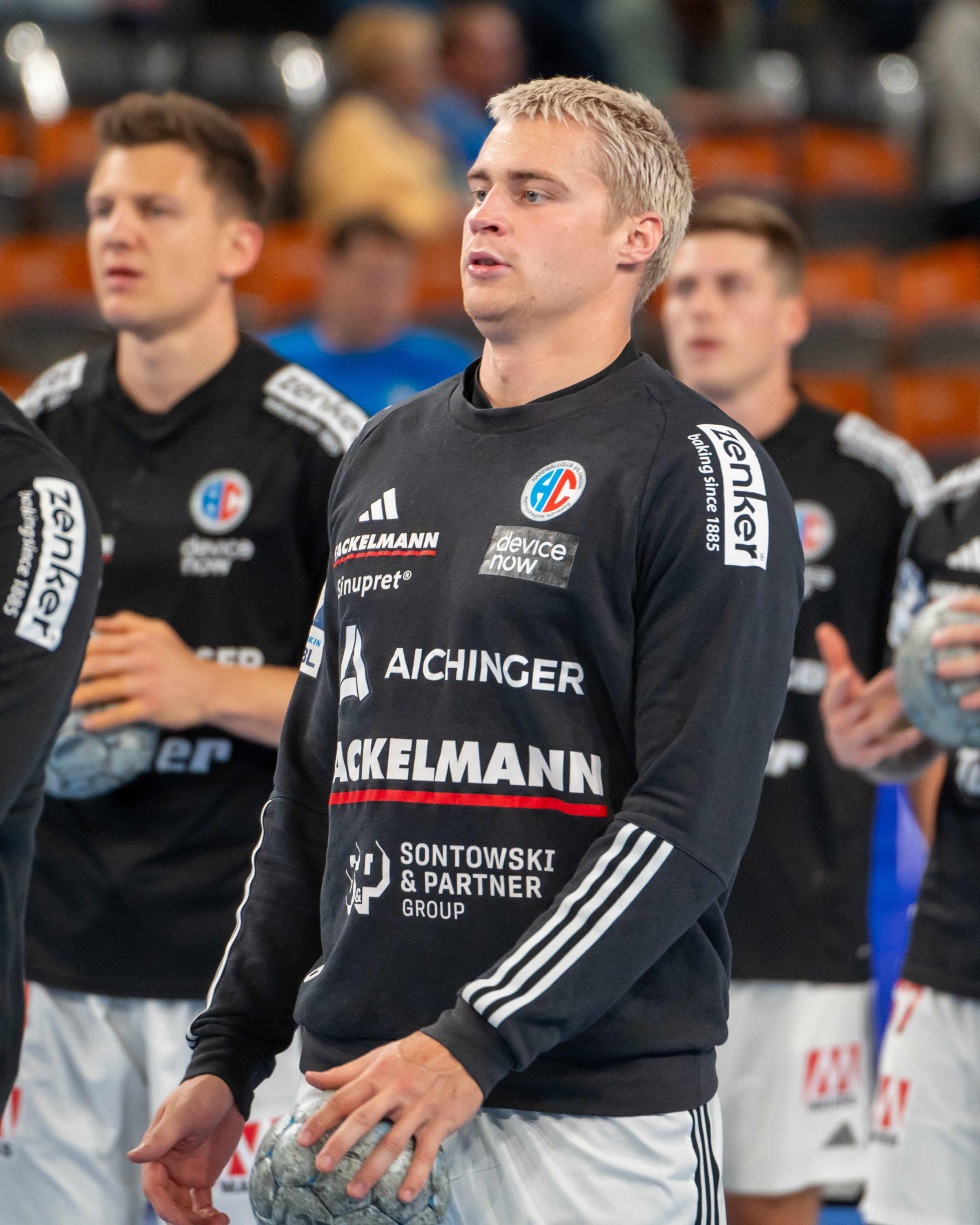
Marek Nissen (* 2001)

- Nissen, Moritz Momme (1822–1902), nordfriesischer Dichter und Sprachforscher
- Nissen, Nis R. (1925–2000), deutscher Historiker und Museumsdirektor
- Nissen, Peder (* 1976), dänischer Badmintonspieler
- Nissen, Peter (1946–2012), deutscher Richter und Staatssekretär
- Nißen, Peter (1948–2012), deutscher Politikwissenschaftler
- Nissen, Peter (* 1957), deutscher Dramaturg, Übersetzer und Journalist
- Nissen, Peter Norman (1871–1930), kanadischer Ingenieur und Erfinder der Nissenhütte
- Nissen, Robert (1891–1969), deutscher Kunsthistoriker und Direktor des Landesmuseum für Kunst- und Kulturgeschichte in Münster (1934–1945)
- Nissen, Rudolf (1896–1981), deutscher Chirurg und Hochschullehrer
- Nissen, Sönke (1870–1923), deutscher Eisenbahn-Bauingenieur, Bergbau-Unternehmer und Gutsbesitzer
- Nissen, Søren (* 1984), dänischer Radrennfahrer
- Nissen, Ude (1921–1993), deutscher Dirigent
- Nissen, Ulli (* 1959), deutsche Bankkauffrau und Politikerin (SPD), MdB
- Nissen, Uwe-Jens (1919–1991), deutscher Arzt und Politiker (SPD), MdB
- Nissen, Walter (1908–1993), deutscher Archivar und Lokalhistoriker
- Nissen, Wolfgang (1925–2008), deutscher Arzt und Generalarzt der Luftwaffe
- Nissen-Lembke, Lene (1943–2025), schwedisch-deutsche Springreiterin, Ausbilderin und Pferdezüchterin
- Nissen-Saloman, Henriette (1819–1879), schwedische Opernsängerin (Mezzosopran)
- Nissenbaum, Helen (* 1954), südafrikanisch-US-amerikanische Informationswissenschaftlerin
- Nissenbaum, Shimon (1926–2001), deutscher Unternehmer, Stifter, jüdischer Gemeindevorstand
- Nissenbaum, Stephen (* 1941), amerikanischer Kulturhistoriker und Professor für Geschichte
- Nissenson, Hugh (1933–2013), US-amerikanischer Schriftsteller
- Nisshō (1221–1323), japanischer Mönch
- Nissim ben Jakob (* 990), Talmudist und Volkserzähler
- Nissim von Gerona († 1376), spanischer Talmudist
- Nissim, Gabriele (* 1950), italienischer Journalist, Essayist und Historiker
- Nissim, Kobbi (* 1965), israelischer Informatiker und Kryptologe
- Nissim, Mico (* 1947), französischer Jazzpianist und Komponist
- Nissim, Mosche (* 1935), israelischer Politiker
- Nissim, Rina (* 1952), Schweizer Autorin, Naturheilpraktikerin und Aktivistin für Frauengesundheit und die Lesbenbewegung
- Nissinen, Joni (* 1991), finnischer Fußballspieler
- Nissinen, Mauno (* 1947), finnischer Geräteturner
- Nissinen, Vilma (* 1997), finnische Skilangläuferin
- Nissiotis, Nikos (1924–1986), griechischer Religionsphilosoph
- Nissl, Anton (1852–1890), österreichischer Kirchenrechtler
- Nissl, Franz (1852–1942), österreichischer Unternehmer
- Nissl, Franz (1860–1919), deutscher Neurologe und Psychiater
- Nißl, Franz Serafikus (1771–1855), österreichischer Bildhauer
- Nißl, Franz Xaver (1731–1804), Bildhauer
- Nissl, Grete (* 1911), österreichische Skirennläuferin
- Nißl, Mathias (1809–1848), österreichischer Freiheitskämpfer
- Nißl, Michael (* 1964), deutscher Fußballspieler
- Nißl, Niklas (* 1995), deutscher Schauspieler
- Nissl, Rudolf (1870–1955), österreichisch-deutscher Maler
- Nissl, Theodor (1878–1972), deutscher Schachkomponist
- Nissle, Alfred (1874–1965), deutscher Arzt und Wissenschaftler
- Nissler, Johann Thomas (1713–1769), deutscher Baumeister
- Nißler, Karl Ludwig (1908–1987), deutscher Kinderarzt und Rektor der Medizinischen Akademie Magdeburg
- Nißler, Tobias (1853–1907), deutscher Landwirt und Politiker, Bürgermeister, MdR
- Nisslmüller, Gottfried (* 1937), deutscher Politiker (SPD)
- Nisslmüller, Thomas (* 1964), deutscher Theologe und Medien-/Kommunikationswissenschaftler
- Nißmitz, Georg von (1575–1654), kursächsischer Hofmeister und Verwaltungsbeamter
- Nissner, Benjamin (* 1997), österreichischer Eishockeyspieler

### Nist
- Nistad, Clara (* 1996), schwedische Badmintonspielerin
- Nistal, Tomás (* 1948), spanischer Radrennfahrer
- Nistelrooij, Lambert van (* 1953), niederländischer Politiker (CDA), MdEP
- Nistelrooy, Ruud van (* 1976), niederländischer Fußballspieler und -trainerRuud van Nistelrooy (* 1976)

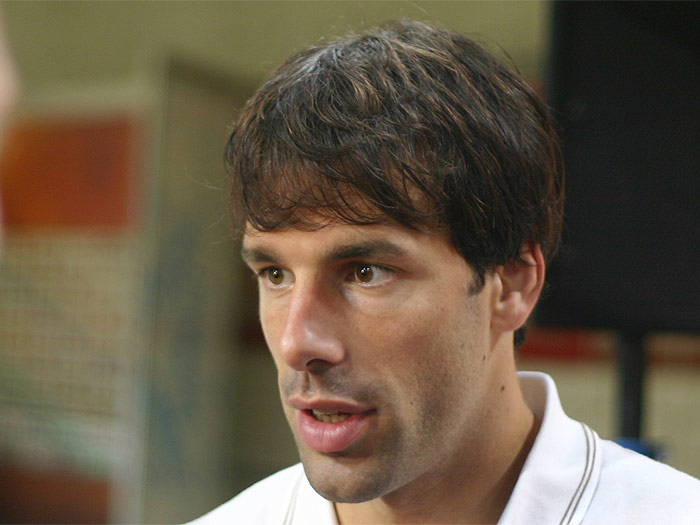
Ruud van Nistelrooy (* 1976)

- Nister, Der (1884–1950), jiddischer Schriftsteller
- Nister, Ernst (1842–1909), deutscher Druckereiunternehmer und Kinderbuchverleger
- Nisters, Thomas (* 1955), deutscher Philosoph
- Nistico, Sal (1940–1991), US-amerikanischer Jazzsaxophonist
- Nistler, Luzia (* 1957), österreichische Theater-, Oper- und Musicalschauspielerin
- Nistler, Maximilian (1877–1911), österreichischer Gymnasiallehrer und Provinzialrömischer Archäologe
- Nistor, Constantin (1915–1985), rumänischer Politiker (PCR) und Botschafter
- Nistor, Dan (* 1988), rumänischer Fußballspieler
- Nistor, Irina Margareta (* 1957), rumänische Übersetzerin und Filmkritikerin
- Nistor, Mihai (* 1990), rumänischer Boxer
- Nistor, Steliana (* 1989), rumänische Kunstturnerin
- Nistor, Vasile (* 1967), rumänischer Boxer
- Nistri, Annamaria (* 1960), italienische Herpetologin
- Nistri, Umberto (1895–1962), italienischer Unternehmer und Erfinde

### Nisu
- Nisu, Ants (* 1950), sowjetischer Ringer

### Nisw
- Niswanger, Hailey (* 1990), US-amerikanische Jazzmusikerin (Saxophone, Flöte, Komposition)